# هپی ولی (اورگن)
هپی ولی (به انگلیسی: Happy Valley) شهری در شهرستان کلکمس ایالت اورگن است و در سرشماری سال ۲۰۱۱ میلادی، ۱۳٬۹۰۳ نفر جمعیت داشته که نسبت به سال ۲۰۱۰، ۶٫۰۲ درصد رشد جمعیت داشته‌است.

## موقعیت جغرافیایی
موقعیت جغرافیایی شهرها و مناطق اطراف به شرح زیر است: